# Најм ед Дин Ајуб
Ел Малик ел Афдал Најм ед Дин Ајуб ибн Шадхи ибн Марван (арапски:الملك ألأفضل نجم الدين أيوب بن شاﺬي بن مروان; умро 9. августа 1173. године) је био курдски војник из Двина, отац чувеног војсковође Саладина. Династија Ајубида носила је име по њему.

## Биографија
Ајуб је био син Шадхи ибн Марвана и брат Ширкуа. Припадао је племену Равадија, огранку племена Хадхабани. Равадиди су били арапског порекла и на просторе града Двина стигли су око 758. године из Арбеле (данашњи Ербил у Ираку). Породица је била уско повезана са династијом Шададида, а када су они свргнути са власти у Двину (1130), Шадхи је породицу преселио најпре у Багдад, а потом у Тикрит где је именован за локалног гувернера. Ајуб је наследио свога оца као гувернер Тикрита. Од 1132. године је у служби Зенгија. Учествовао је у борби против селџучког султана код Тикрита и спасао је Зенгију живот приликом повлачења преко Тигра. Ширку је 1136. године убио хришћанина са којим се посвађао у Тикриту. Брат га је протерао из града. Саладин, Ајубов син је, наводно, рођен у ноћи када је Ширку напустио град. Ширку је, у међувремену, ступио у службу Нуд ад Дина, Зенгијевог сина, који је намеравао да освоји Дамаск. Када су крсташи 1148. године, током Другог крсташког рата, опсели Дамаск, његов емир, Муин ед Дин Унур, приморан је на савез са Нуд ад Дином. Након Нур ад Диновог заузећа Дамаска (1154), Ајуб је постављен за гувернера. Ајубов син Саладин такође је служио Нур ад Дина. Истакао се приликом крсташких похода на Фатимидски Египат. Ајуб му се 1170. године придружио у Египту. Саладин је збацио последњег фатимидског калифа Ел Адида. Најпре је био Ел Адидов везир наследивши на том месту свога стрица Ширкуа. Убрзо је преузео контролу над Египтом након чега отпочиње сукоб са Нур ад Дином. 
Освајање Египта Саладин је приказао као своју заслугу. То му је донело огромну популарност која није одговарала Нур ад Дину. Саладин му је све више измицао контроли. Године 1171. Саладин опседа крсташки Крак де Монтреал. Град је био спреман на предају. Међутим, Саладин је дознао да се Нур ад Дин приближава са својом војском да преузме вођство, па је напустио опсаду уз изговор да су се промениле временске прилике. Сукоб између Саладина и Нур ад Дина био је све очигледнији. Тада се умешао Саладинов отац Ајуб и Саладину рекао:
| „ | Ја сам ти отац и нема никога ко би те више волео и желео ти више добра. Али, знај, ово и говорим пред Богом. Уколико ја или твој стриц видимо Нур ад Дина овде ми нећемо моћи а да не паднемо и пољубимо земљу пред његовим ногама. Ако нам нареди да ти одсечемо главу, ми ћемо то учинити без икаквог оклевања. Ако Нур ад Дин дође чак и сам, без иједног војника, нити један од емира, нити један од војника неће се усудити да пред њим остане у седлу. Ова земља, Египат, је његова, а ти си овде само гувернер | ” |

Била је то страховита лекција Саладину из феудалне лојалности. Најм ед Дин Ајуб је 31. јула 1173. године тешко повређен након пада са коња. Од последица тог пада умро је 9. августа исте године. Његова смрт повећала је тензије између Саладина и Нур ад Дина. Нур ад Дин је позвао Саладина да узме учешћа у нападу на Јерусалимску краљевину, али се Саладин вратио кући када је сазнао за смрт свога оца. Нур ад Дин је ипак одустао од било какве акције против Саладина иако је овај послао свога брата Шам ед Даулу да освоји Јемен. Нур ад Дин је умро 15. маја 1174. године. Наследио га је син Малик Салих Исмаил. Саладин је убрзо преузео контролу над целим Египтом и Сиријом успостављајући власт династије Ајубида која је по Најм ед Дину Ајубу и понела име. 

## Потомство
Најм ед Дин Ајуб је имао више деце:
- Нур ед Дин Шаханшах (умро 1148)
- Салах ед Дин Јусуф (1137-1193)
- Ел Малик ел Адил Сајф ед Дин Абу Бекр Ахмад (1145-1218)
- Ел Малик ел Муазам Шамс ед Давла Тураншах (умро 1181)
- Таџ ел Мулук Абу Саид Бури (умро 1184)
- Ел Малик ел Азиз Сајф ел Ислам Тугтигин (умро 1197)
- непознате ћерке